# ジェイミー・ザウィンスキー
ジェイミー・ワーナー・ザウィンスキー（英: Jamie Werner Zawinski、1968年11月3日 - ）は、一般にjwzとして知られるアメリカのコンピュータプログラマ、ブロガー、インプレサリオである。彼はNetscape Navigator、Netscape Mail、Lucid Emacs、Mozilla.org、XScreenSaverの開発に関わったことでよく知られている。 また、サンフランシスコのナイトクラブ兼ライブミュージック会場であるDNA Loungeの経営者でもある。  

## 経歴
ザウィンスキーのプログラミングキャリアは、16歳のときにカーネギーメロン大学のスコット・ファールマンのSpice Lispプロジェクトで始まった。その後、AIのスタートアップ企業Expert Technologies, Inc.で働き、カリフォルニア大学バークレー校のロバート・ウィレンスキーとピーター・ノーヴィグのAI研究グループで自然言語処理に取り組んだ。  
1990年にLucid Inc.で働き始め、最初はLucid Common Lispに、次にLucidのEnergize C++ IDEに取り組んだ。Lucidは、自由ソフトウェアであること、人気があること、拡張性があることから、IDEのテキストエディタとしてGNU Emacsを使用することを決定し、ザウィンスキーがそのプロジェクトを主導した。ザウィンスキーと他のプログラマがGNU Emacsに根本的な変更を加えて新しい機能を追加すると、これらのパッチをメインツリーにマージする方法をめぐる緊張が高まり、最終的にプロジェクトはLucid Emacs（現在のXEmacs）にフォークした。  
1992年に彼はXScreenSaverの最初のバージョンをリリースした。これは現在240以上のスクリーンセーバーを含むFOSSのコレクションである。当初はUnix用にリリースされたが、現在はmacOS、iOS、Androidもサポートしている。Unixシステムでは、画面を空白にしたりロックしたりするためのフレームワークも提供している。彼は今でもこれをメンテナンスしており、年に数回新しいリリースを出している。  

### ネットスケープとMozilla
1994年にLucidが倒産した後、ザウィンスキーはMosaic Communications（後にネットスケープとして知られる）の最初の従業員の1人になった。ネットスケープでは、Netscape Navigator 1.0のUnixリリースを開発し、その後、HTMLをネイティブにサポートする最初のメールリーダー（またはUsenetリーダー）であるNetscape Mailを開発した。  
ザウィンスキーは、スタッフミーティング中に、ゴジラと「Mosaic killer」のかばん語として、「Mozilla」（元々はウェブブラウザの内部コード名）という名前を思いついた。  
彼がNetscapeブラウザにコーディングしたイースターエッグは、World Wide Webの初期の頃に非常によく知られていた。アドレスボックスに「about:jwz」と入力すると、ユーザーは自分のホームページに移動し、ブラウザのロゴアニメーションが火を吐くドラゴンに変わる。  
ザウィンスキーは、社内外で長年にわたり自由ソフトウェアを支持してきたことから、1998年にネットスケープがブラウザのソースコードをオープンソース化するという決定のきっかけを作ったとされる。彼はMozilla.orgの創設者で、ネットスケープがオープンソース化を発表した日に自らドメイン名を登録し、設立1年目には組織の設計と運営に携わった。  
1999年にNetscapeがAOLに買収されたとき、彼はMozillaの取り組みはネットスケープの有無にかかわらず継続されることを説明する速報記事を書いた。そして最初のソースコードリリースから1年後、彼はプロジェクトに関わっていた他の人々がコードを徐々に改善するのではなく書き直すことを決定したことに失望し、ネットスケープとMozillaを辞職した。  

### DNA Lounge
Mozillaを去って間もなく、彼はサンフランシスコのナイトクラブDNA Loungeの買収を発表した。ザウィンスキーは1999年に約500万ドルでこのナイトクラブを購入し、2001年7月に再オープンした。その過程は「DNA Sequencing」というブログに詳しく記録されている。  
2016年、彼は来場者数の減少時の代替資金調達案を模索した。

## インタビューと出演
2000年、ザウィンスキーは60分間のPBSドキュメンタリー「Code Rush」に出演した。このドキュメンタリーは、1998年のMozilla.orgの立ち上げとブラウザのソースコードの公開を記録している。  
ザウィンスキーは、ジョシュ・クイトナーの1998年の著書『Speeding the Net: The Inside Story of Netscape and How It Challenged Microsoft』や、グリン・ムーディの2001年の著書『ソースコードの反逆』でよく取り上げられている。ピーター・サイベルの2009年の著書『Coders at Work』には、ザウィンスキーに関する章がある。また、2001年にはドイツの公共テレビのドキュメンタリー『California Dreamin': The Gold Rush』に出演した
。  
ザウィンスキーは、コンピュータ歴史博物館の展示『Revolution: The First 2000 Years of Computing』でいくつかのビデオ・インスタレーションに登場している。  
また、2017年にロッテルダムのヘット・ニューエ・インスティテュートでラファエル・ローゼンダールがキュレーションしたギャラリー展示『Sleep Mode: The Art of the Screensaver』にも登場した。  

## ザウィンスキーの法則
ザウィンスキーの法則は、次のように説明される。
すべてのプログラムは、メールを読めるようになるまで拡張を試みる。拡張できないプログラムは、拡張できるプログラムに置き換えられる。  
これを、ソフトウェアが肥大化する現象についてコメントしていると解釈する人もいる。  
ザウィンスキーは2020年に次のように述べている。  
私の主張は模倣についてではなく、プラットフォーム化についてであった。1日中使用するアプリは、あらゆるものになり、あらゆることを行うプレッシャーがある。テキストを編集するアプリはIDEになり、次にOSになる。ハイパーテキストドキュメントを表示するアプリはメールリーダーになり、次にOSになる。

## 原則
ザウィンスキーは当初LISPプログラマとして有名になったが、彼の大規模なプロジェクトのほとんどはC言語で書かれている。それにもかかわらず、彼は長い間、メモリ安全性と自動メモリ管理が欠如している言語を批判してきた。彼は特にC++に対して批判的な姿勢を貫いている。ピーター・サイベルの著書『Coders at Work』で、ザウィンスキーはC++を「忌まわしいもの... 自分をオブジェクトシステムだと思い込んでいるPDP-11アセンブラ」と呼んでいる。  
彼はPerlで多くのユーティリティを書いて公開しているが、Perlに対して批判もしている。Perlは「CとLispの最悪の側面をすべて組み合わせたもの、つまり1つのモノリシックな実行ファイルに10億もの異なるサブ言語が含まれている。C言語のパワーとPostScriptの読みやすさが組み合わされている」と特徴づけている。 
彼はJavaでプログラミングしているときに遭遇したいくつかの言語とライブラリの欠陥を批判している。具体的には特定の基本クラスのオーバーヘッドだが、特にその背後にあるマーケティングと政治がサンに言語、クラスライブラリ、仮想マシン、セキュリティモデルをすべて「Java」という同じ名前の下にまとめさせ、それがすべてに悪影響を及ぼしたと述べている。肯定的な側面にもかかわらず、最終的にザウィンスキーは「それが依然として移植可能なプログラムを開発する唯一の方法であるため」Cでのプログラミングに戻った。  